# Sphenorhina secundaria
Sphenorhina secundaria är en insektsart som beskrevs av Nast 1949. Sphenorhina secundaria ingår i släktet Sphenorhina och familjen spottstritar. Inga underarter finns listade i Catalogue of Life.